# Mahmoud Vahidnia
Mahmoud Vahidnia (en persan : محمود وحیدنیا) est un mathématicien et philosophe iranien, ancien étudiant de l'université de technologie de Sharif et de l'université Shahid Beheshti, vainqueur des Olympiades internationales de mathématiques iraniennes.

## Biographie
Le 28 octobre 2009, à l'université de Téhéran, pendant vingt minutes et sans être interrompu, il prend la parole et critique durement l'ayatollah Khamenei pendant la rencontre annuelle que le guide de la Révolution iranienne tient avec les meilleurs étudiants et professeurs iraniens. L'ayatollah venait de déclarer que la « contestation du vote du 12 juin était le crime le plus grand qui puisse être ». La télévision iranienne coupe peu après la transmission de la prise de parole de Mahmoud, mais des téléphones portables enregistrent toute la scène pendant laquelle Mahmoud demande : « Je veux vous dire quelque chose, pourquoi personne ne peut se permettre de vous critiquer dans ce pays ? N'est-ce pas là de l'ignorance ? Vous, vous pensez que vous ne faites pas d'erreurs ? Vous avez été transformé en une sorte d'idole inatteignable, que personne ne peut défier » sous les applaudissements du public d'abord incrédule.
Courrier international (n° 992 du 5 au 11 novembre 2009), le qualifie de « personnalité de demain » dans un article intitulé « Gonflé » où il est décrit comme le « premier citoyen iranien à avoir osé critiquer le guide suprême en sa présence ». Selon les sites réformateurs, il aurait été appréhendé par la police et relâché depuis. Le guide suprême lui aurait tout de même répondu, en assurant qu'il ne voyait aucune objection à être critiqué.